# Youngs Bay
Die Youngs Bay ist eine Bucht an der Mündung des Columbia River im US-Bundesstaat Oregon. In die Bucht münden die Flüsse Youngs River und Lewis and Clark River.
Youngs Bay wird überbrückt durch den Highway-101 (Highway-26).
Die Bucht wurde 1792 durch Lieutenant William Robert Broughton von George Vancouvers Expedition entdeckt. Youngs Bay und Youngs River wurden nach Sir George Young von der Royal Navy benannt. 